# Australian Light Horse

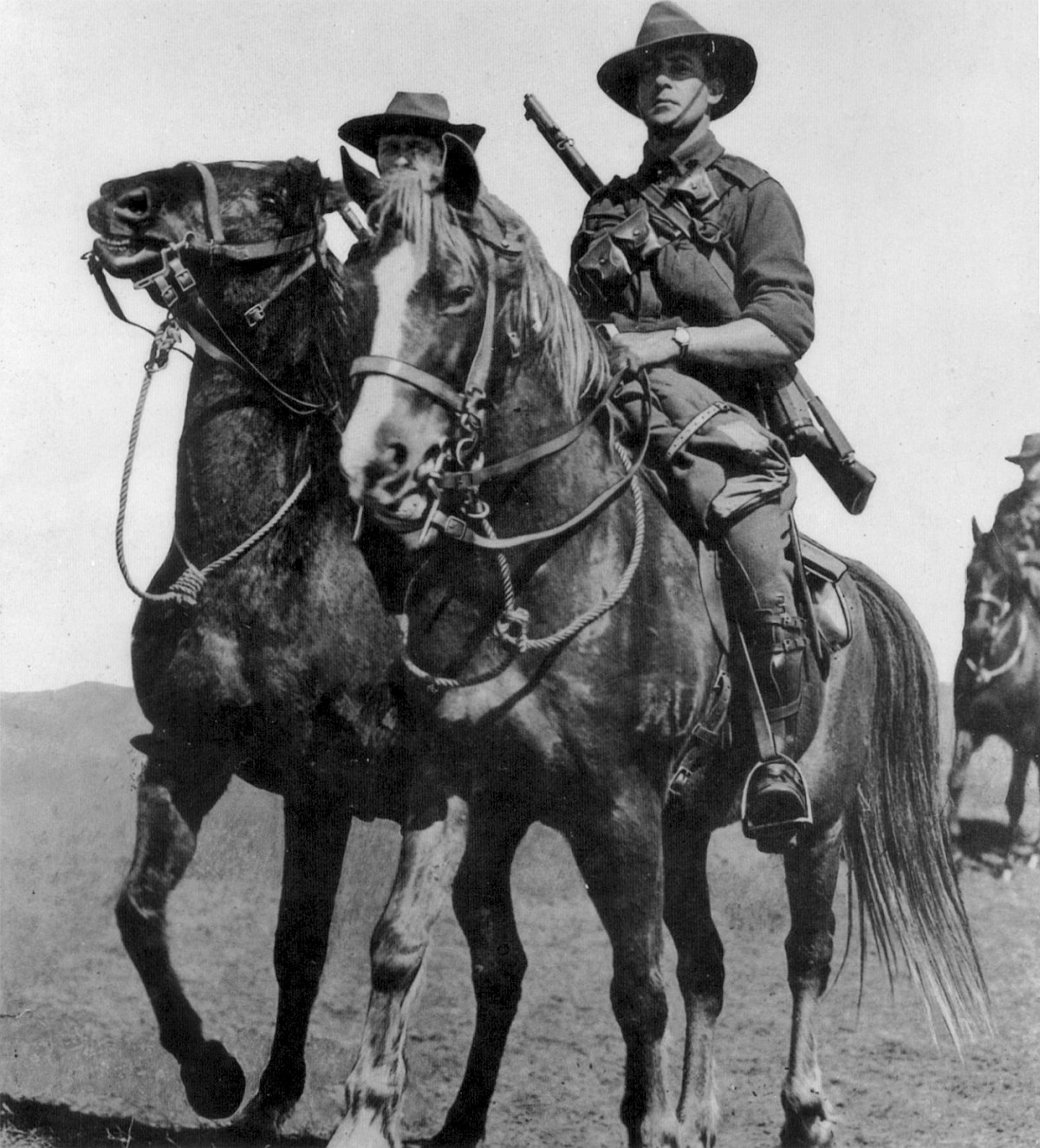
Żołnierze na koniach rasy waler

Australian Light Horse (dosłownie „Australijska Lekka Kawaleria”) – australijskie oddziały wojskowe łączące cechy jazdy i dragonów walczące w wojnach burskich i w I wojnie światowej. Kawaleria australijska używała wyhodowanych w Nowej Południowej Walii wysoce wytrzymałych na trudy, szybkich i zwrotnych walerów, koni, które sprawdziły się zwłaszcza na półwyspie Synaj, wytrzymując bez wody 36-godzinne rajdy przez pustynię i zadowalając się kilogramem obroku dziennie. W czasie I wojny światowej aż 160 tysięcy tych koni zostało przetransportowanych na Bliski Wschód, gdzie walczyły oddziały Light Horse wchodzące w skład korpusu ANZAC. 
Współcześnie nazwa „Australian Light Horse” jest noszona przez niektóre zmechanizowane jednostki armii australijskiej wyposażone w transportery ASLAV.